# 孟菲斯高地 (佛羅里達州)
孟菲斯高地（英語：Memphis Heights）是位於美國佛羅里達州馬納提縣的一個非建制地區。該地的面積和人口皆未知。

## 地理
孟菲斯高地的座標為27°32′12″N 82°33′15″W / 27.53667°N 82.55417°W，而該地的平均海拔高度為5米（即16英尺）。